# Jean-Claude Ranouil
Jean-Claude Ranouil est né le 1er septembre 1937 à Bordeaux. Il joue à Bordeaux de 1955 à 1966. Au cours de sa carrière professionnelle, aux Girondins de Bordeaux ou à Grenoble, il a joué 240 matches.

## Biographie
A sorti un penalty de Raymond Kopa.